# شینه‌بند
شینه‌بند (به لاتین: Şinəbənd) یک منطقهٔ مسکونی در جمهوری آذربایجان است که در شهرستان لریک واقع شده‌است.

## جمعیت
شینه‌بند ۵۹۳ نفر جمعیت دارد.

## ریشه واژه
شین در زبان تالشی همان شن در زبان فارسی است و بَند در زبان تالشی به‌معنی کوه یا تپه است و شینه‌بند یعنی کوه یا تپه شنی.